# Sergio Pettis
Sergio Jerome Pettis, född 18 augusti 1993 i Milwaukee, är en amerikansk MMA-utövare som 2013-2019 tävlade i organisationen Ultimate Fighting Championship. Sedan 2020 tävlar han i Bellator MMA där han sedan 7 maj 2021 är organisationens bantamviktsmästare.
Han är bror till Anthony Pettis.